# Periaman nitobei
Periaman nitobei är en insektsart som beskrevs av Matsumura. Periaman nitobei ingår i släktet Periaman och familjen hornstritar. Inga underarter finns listade i Catalogue of Life.